# Hlinné
Hlinné és un poble i municipi d'Eslovàquia. Es troba a la regió de Prešov, al nord del país.

## Història
La primera referència escrita de la vila data del 1402.

## Demografia
| Godina             | 1994 | 2004    | 2014    | 2024   |
| ------------------ | ---- | ------- | ------- | ------ |
| Nombre de persones | 1453 | 1642    | 1824    | 1917   |
| Diferència         |      | +13,00% | +11,08% | +5,09% |

| Godina             | 2023 | 2024   |
| ------------------ | ---- | ------ |
| Nombre de persones | 1907 | 1917   |
| Diferència         |      | +0,52% |